# 嘉鲁哈沙德
嘉鲁哈沙德（1479年之前—1546年之后），喀山公主，她是喀山的易卜拉欣汗的女兒。1531年，她成功地将自己的儿子推上喀山王位。由于她的儿子當時未成年，她因此出任喀山汗国的摄政王，並且一直執政至1533年。 